# Wydział Lekarski Pomorskiego Uniwersytetu Medycznego w Szczecinie
Wydział Medycyny i Stomatologii Pomorskiego Uniwersytetu Medycznego w Szczecinie – jeden z trzech wydziałów Pomorskiego Uniwersytetu Medycznego w Szczecinie. Jego siedziba znajduje się przy ul. Rybackiej 1 w Szczecinie.

## Struktura
- Katedra Biochemii i Chemii Medycznej:
  - Zakład Biochemii
  - Zakład Chemii Medycznej
- Katedra Diagnostyki Laboratoryjnej i Medycyny Molekularnej:
  - Zakład Biochemii Klinicznej i Molekularnej
- Katedra Farmakologii:
  - Zakład Farmakologii Doświadczalnej i Klinicznej
  - Zakład Farmakokinetyki i Terapii Monitorowanej
- Katedra Fizjopatologii:
  - Zakład Fizjologii
  - Zakład Patologii Ogólnej
- Katedra Gastroenterologii:
  - Klinika Gastroenterologii i Chorób Wewnętrznych
  - Samodzielna Pracownia Hepatologii
  - Zakład Patomorfologii
  - Samodzielna Pracownia Cytogenetyki
- Katedra Pneumonologii
- Katedra Położnictwa i Ginekologii:
  - Klinika Medycyny Matczyno-Płodowej
  - Klinika Neonatologii
- Katedra i Klinika Ginekologii Operacyjnej i Onkologii Ginekologicznej Dorosłych i Dziewcząt
- Katedra i Klinika Okulistyki
- Katedra i Klinika Ortopedii i Traumatologii
- Katedra i Klinika Urologii
- Katedra i Zakład Histologii i Embriologii
- Katedra i Zakład Mikrobiologii i Immunologii
- Klinika Anestezjologii i Intensywnej Terapii
- Klinika Chirurgii Naczyniowej, Ogólnej i Angiologii
- Klinika Chirurgii Ogólnej i Chirurgii Reki
- Klinika Chirurgii Ogólnej i Transplantacyjnej
- Klinika Endokrynologii, Chorób Metabolicznych i Chorób Wewnętrznych
- Klinika Hipertensjologii i Chorób Wewnętrznych
- Klinika Kardiologii
- Klinika Nefrologii, Transplantologii i Chorób Wewnętrznych
- Klinika Pediatrii, Endokrynologii, Diabetologii, Chorób Metabolicznych i Kardiologii Wieku Rozwojowego
- Klinika Pediatrii, Hematologii i Onkologii Dziecięcej
- Zakład Alergologii Klinicznej
- Zakład Diagnostyki Obrazowej i Radiologii Interwencyjnej
- Zakład Medycyny Rodzinnej
- Zakład Medycyny Sądowej
- Oddział Kliniczny Chirurgii Hepatobiliarnej
- Oddział Kliniczny Chirurgii Klatki Piersiowej
- Oddział Kliniczny Chirurgii Laparoskopowej
- Samodzielna Pracownia Propedeutyki Chorób Dzieci
- Studium Doktoranckie
- Studium Praktycznej Nauki Języków Obcych
- Studium Wychowania Fizycznego i Sportugo

## Kierunki studiów
- Kierunek lekarski
- Kierunek lekarsko-dentystyczny

## Władze dziekańskie w kadencji 2020–2024
- Dziekan: prof. dr hab. n. med. Edyta Paczkowska
- Prodziekan prof. dr hab. n. med. Violetta Dziedziejko
- Prodziekan dr hab. n. med. Bartłomiej Baumert
- Prodziekan prof. dr hab. n. med. Sebastian Kwiatkowski
- Prodziekan dr hab. n. med. Aleksandra Gawlikowska-Sroka
- Prodziekan prof. dr hab. n. med. Mariusz Lipski
- Prodziekan dr hab. n. med. Agnieszka Droździk

## Władze dziekańskie w kadencji 2016–2020
- Dziekan: prof. dr hab. n. med. Leszek Domański
- Prodziekan ds. studentów programu polskojęzycznego: dr hab. n. med. Grażyna Dutkiewicz
- Prodziekan dr hab. n. med. Elżbieta Petriczko[1]

## Władze dziekańskie w kadencji 2012–2016
- Dziekan: prof. dr hab. n. med. Leszek Domański
- Prodziekan ds. studentów programu polskojęzycznego: dr hab. n. med. Elżbieta Gawrych
- Prodziekan ds. studentów programu anglojęzycznego: dr hab. n. med. Tomasz Urasiński, prof. PUM

## Władze dziekańskie w kadencji 2020–2024
- Dziekan: dr hab. n. med. Edyta Paczkowska
- Prodziekan ds. studentów programu polskojęzycznego:

prof. dr hab. n. med. Violetta Dziedziejko
dr hab. n. med. BartłomiejBaumert